# Меделени (Бакау)
Меделени (рум. Medeleni) насеље је у Румунији у округу Бакау у општини Вултурени. Oпштина се налази на надморској висини од 209 m.

## Становништво
Према подацима из 2002. године у насељу је живело 161 становника, од којих су сви румунске националности.